# Ashi Singh
Pour les articles homonymes, voir Singh.
Ashi Singh, née le 12 août 1997 à Agra, est une actrice de télévision indienne. Elle est connue pour avoir interprété Naina Agarwal dans Yeh Un Dinon Ki Baat Hai et Meet Hooda dans Meet : Badlegi Duniya Ki Reet.

## Carrière
Ashi Singh a fait ses débuts à la télévision dans l'émission Secret Diaries : The Hidden Chapters en 2015. Elle a également jouée dans Gumrah, Crime Patrol et Savdhaan India,. Elle a fait une apparition dans Qaidi Band en tant que fille du geôlier.
En 2017, elle a été sélectionnée pour jouer le rôle principal de Naina Agarwal dans Yeh Un Dinon Ki Baat Hai de SET India face à Randeep Rai . L'émission s'est déroulée avec succès jusqu'en août 2019.
En juillet 2020, après qu'Avneet Kaur ait quitté la série pour raisons de santé, Ashi a joué Yasmine dans Aladdin – Naam Toh Suna Hoga de Sony SAB face à Siddharth Nigam.
D'août 2021 à juin 2023, elle a joué Meet Hooda dans Meet: Badlegi Duniya Ki Reet de Zee TV face à Shagun Pandey. Depuis juin 2023, on la voit incarner la fille de son ancien personnage, Sumeet.

## Médias
En 2019, Singh a fait la couverture d'Eastern Eye dans son 1500e numéro, sous le titre « L'avenir appartient à Ashi Singh ».

## Filmographie

### Télévision
| Année       | Titre                        | Rôle                       | Remarques | Réf.   |
| ----------- | ---------------------------- | -------------------------- | --------- | ------ |
| 2017-2019   | Yeh Un Dinon Ki Baat Hai     | Naina Agarwal Maheshwari   |           | [ 12 ] |
| 2020-2021   | Aladdin – Naam Toh Suna Hoga | Sultane Yasmine            | Saison 3  | [ 13 ] |
| 2021-2023   | Meet: Badlegi Duniya Ki Reet | Meet Hooda Ahlawat/Sangwan |           | [ 14 ] |
| depuis 2023 | Meet: Badlegi Duniya Ki Reet | Sumeet Sangwan             |           |        |

#### Apparitions spéciales
| Année | Titre                               | Rôle             | Réf.   |
| ----- | ----------------------------------- | ---------------- | ------ |
| 2015  | Secret Diaries: The Hidden Chapters | Lavanya          | [ 15 ] |
| 2016  | Gumrah: End of Innocence            | Kajal            | [ 16 ] |
| 2016  | Crime Patrol                        | Swetha           | [ 16 ] |
| 2016  | Savdhaan India                      | Raji/Soni/Chitra | [ 17 ] |

### Films
| Année | Titre      | Rôle   | Remarques | Réf.   |
| ----- | ---------- | ------ | --------- | ------ |
| 2017  | Qaidi Band | Tulika | Caméo     | [ 18 ] |

### Vidéos musicales
| Année | Titre                            | Chanteurs                     | Remarques | Réf.   |
| ----- | -------------------------------- | ----------------------------- | --------- | ------ |
| 2017  | Zindagi Tujhse Kya Karen Shikvey | Amit Mishra                   | Caméo     | [ 19 ] |
| 2020  | Tere Naal Rehna                  | Jeet Gannguli, Jyotica Tangri |           | [ 20 ] |
| 2021  | Baadlon Se Aage                  | Palash Muchhal, Palak Muchhal |           | [ 21 ] |
| 2021  | Kareb                            | Vishal Dadlani                |           | [ 22 ] |
| 2021  | Deal                             | Harvi                         |           | [ 23 ] |
| 2021  | Haan Kardé                       | Vinay Aditya, Kanika Singh    |           |        |
| 2022  | Dil Tujhko Chahe                 | Abhi Dutt                     |           | [ 24 ] |
| 2022  | Dil Ruseyaa                      | Bishwajit Ghosh               |           |        |
| 2022  | Tumhe Khoke                      | Dipessh Kashyap               |           | [ 25 ] |

## Prix et nominations
| Année | Prix                                         | Catégorie                                | Travail                      | Résultat | Réf.   |
| ----- | -------------------------------------------- | ---------------------------------------- | ---------------------------- | -------- | ------ |
| 2019  | Prix de l'Académie de la télévision indienne | Meilleur Jodi - Jury (avec Randeep Rai ) | Yeh Un Dinon Ki Baat Hai     | Remporté | [ 26 ] |
| 2022  | Prix de l'Académie de la télévision indienne | Meilleure actrice - Jury                 | Meet: Badlegi Duniya Ka Reet | Remporté | [ 27 ] |
| 2022  | Prix de l'Académie de la télévision indienne | Meilleure actrice - Populaire            | Meet: Badlegi Duniya Ka Reet | Nommée   | [ 28 ] |
| 2023  | Prix de la télévision indienne               | Meilleure actrice (jury)                 | Meet: Badlegi Duniya Ka Reet | Remporté | [ 29 ] |